# Thymelicus leonina
Thymelicus leonina es una especie de mariposa, de la familia de los hespéridos.

## Distribución
Thymelicus leonina tiene una distribución restringida a la región Neotropical y ha sido reportada en Perú.

## Plantas hospederas
Las larvas de T. leonina se alimentan de plantas de la familia Poaceae.  